# Grote gele kwikstaart
De grote gele kwikstaart (Motacilla cinerea) is een zangvogel uit de familie kwikstaarten en piepers (Motacillidae).

## Kenmerken
De grote gele kwikstaart heeft een grijze rug en een gele buik. Mannetjes hebben 's zomers bovendien een zwarte keel. Ze worden ongeveer 18 cm groot.

## Verspreiding en leefgebied
De soort telt drie ondersoorten:
- M. c. patriciae: de Azoren.
- M. c. schmitzi: Madeira.
- M. c. cinerea: westelijk Europa, de Canarische Eilanden en noordwestelijk Afrika tot centraal, oostelijk en noordoostelijk Azië.

In het voorjaar en 's zomers zijn ze te vinden in de buurt van waterstroompjes, vooral in de bergen en heuvels. De vogel nestelt in holten in de buurt van water. 's Winters bevinden ze zich bij lager gelegen water en aan de kust.

## Voorkomen in Nederland en België
In Nederland en België komt de grote gele kwikstaart het gehele jaar voor.

## Broedgevallen in Nederland
In Nederland broedden halverwege de jaren zeventig van de 20e eeuw 110 – 175 paren. In de periode 1998 – 2000 steeg dat aantal tot 240 – 300 paren. De meeste broedgevallen kwamen voor in de regio's Twente, de Achterhoek en Zuid-Limburg. In 2006 werd de Nederlandse populatie geschat op 340 – 380 paren. De grote gele kwikstaart komt sinds het midden van de jaren negentig ook in andere regio's voor, o.a. in Noord-Brabant.
Daarnaast worden tegenwoordig ook broedgevallen vastgesteld in bijvoorbeeld de stad Groningen, de stad Utrecht, in Zuidelijk Flevoland, in Noord- en in Zuid-Holland.

## Video
- Een grote gele kwikstaart op een tak